# Helictopleurus hypocrita
Helictopleurus hypocrita är en skalbaggsart som beskrevs av Vladimir Balthasar 1941. Helictopleurus hypocrita ingår i släktet Helictopleurus och familjen bladhorningar. Inga underarter finns listade i Catalogue of Life.